# Rudolf Rey (Zeichner)
Rudolf Rey (* 27. Juli 1814 in Möriken, Kanton Aargau; † 14. April 1897) war ein Schweizer Lithograph, Zeichner und Steindrucker.

## Leben und Werk
Rey arbeitete um 1840 bei dem Lithographen Honegger in Zürich und später bei Joseph Brodtmann in Schaffhausen. Er heiratete 1843 die aus Schaffhausen stammende Catharina, geborene Sigrist, und liess sich in Lenzburg nieder, wo er als Nachfolger von Johann Heinrich Triner (1796–1873) als Zeichenlehrer im Institut von Johann Karl Christian Lippe unterrichtete.
Ab 1846 war Rey als selbständiger Lithograph und Steindrucker am Lindenplatz in Lenzburg tätig und beschäftigte u. a. Friedrich Halder, Daniel Hemmann, Conrad Spengler, Heinrich Bebié, Karl Moss und andere.
Reys Lithographien erschienen u. a. in den Neujahrsblättern der Stadtbibliothek Zürich 1866, 1871, 1875 bis 1877 und des Waisenhauses Zürich 1878; ferner in den Basel Neujahrsblättern 1848 bis 1851, 1853 bis 1860 sowie in den Mitteilungen der Gesellschaft für vaterländische Altertümer 1845. Zudem schuf Rey zahlreiche Einzelblätter nach Vorlagen bedeutender Künstler u. a. von Albrecht Dürer Ritter Tod und Teufel oder von Konrad Corradi Der Rheinfall.